# SN 2000cf
SN 2000cf – supernowa typu Ia odkryta 9 maja 2000 roku w galaktyce M+11-19-25. Jej maksymalna jasność wynosiła 17,15m.